# Ijjas Tamás
Ijjas Tamás (Budapest, 1978. szeptember 2.) költő, író.

## Élete és pályafutása
1997-ben érettségizett a Szentendrei Ferences Gimnáziumban, ugyanebben az évben verseiért arany oklevelet nyert a sárvári Diákírók, Diákköltők Országos Találkozóján. 2011-ben diplomázott a Pázmány Péter Katolikus Egyetem Bölcsészettudományi Karának magyar irodalom és nyelvészet szakán.
2005 és 2009 között a Telep Csoport, 2007 és 2009 között pedig az Előszezon tagja volt. 2003-ban jelent meg első verse a Parnasszusban, azóta publikál rendszeresen irodalmi folyóiratokban. Verseit azóta többek közt a Holmi, a Kortárs, Új Forrás, Alföld, Magyar Napló, a Kalligram, a Mozgó Világ, a Prae, az Ex Symposion és az Irodalmi Jelen közölte. 2004-ben vers kategóriában Simon Mártonnal megosztva elnyerte a Mozgó Világ nívódíját, a zsűri tagjai közül Lator László méltatta.
Első verseskötete Fejedelmi többes címmel jelent meg 2008-ban a Noran Kiadó gondozásában. 2009-ben Kassák Lajos XIII. Kerületi Irodalmi Díjat kapott. Első gyerekverskötete Bőröndapu címmel Bogdán Viki illusztrációival 2012-ben jelent meg a Betűtészta Kiadó gondozásában. A verseskötet nyomán ugyanebben az évben a Kompánia Színházi Társulat készített ifjúsági előadást Lukács László rendezésében, amit 2013-ban az M2 is levetített Dr Téboly varázsműhelye című gyermek- és ifjúsági tévéműsorának keretében.
2014-ben A világ legrövidebb meséi címmel jelent meg a Móra Ferenc Könyvkiadó gondozásában Lackfi Jánossal közösen írt mesekönyve, amit Molnár Jacqueline illusztrált. Második verseskötete Hipnózis címmel a JAK-füzetek sorozat 192. köteteként 2015-ben jelent meg a József Attila Kör és a Prae.hu gondozásában.

## Könyvei

### Verseskötetek
- Fejedelmi többes, Noran, 2008
- Hipnózis, József Attila Kör, Prae.hu, 2015

### Ifjúsági irodalom
- Bőröndapu, gyerekversek, Betűtészta, 2012
- Ijjas Tamás–Lackfi János: A világ legrövidebb meséi, mesék, Móra, 2014
- Ijjas Tamás–Lackfi János: A világ leggonoszabb meséi; Móra, Bp., 2017

## Díjai
- 2004: Mozgó Világ nívódíj
- 2009: Kassák Lajos XIII. Kerületi Irodalmi Díj

## További információ
- Ijjas Tamás alkotói adatlapja Molyon
- Ijjas Tamás szerzői Facebook oldala
- Ijjas Tamás: "Őszintébb anyagnak vélem a második könyvemet", Litera.hu, 2015. augusztus 31.
- Herczeg Ákos: Ijjas Tamás: Hipnózis, Magyar Narancs, 2015/29
- Lackfi János: Egy kaján romantikus, Ijjas Tamás verseiről, lackfi-janos.hu, é.n.
- Szabó T. Anna Ijjas Tamás verseiről, http://szabotanna.com, 2009. január 2.
- Bodor Béla: Háttal a stégnek, Holmi, 2008/11